# Sam Abrams
Sam Abrams o D. Sam Abrams, (nombre de nacimiento Donald Samuel Abrams Levy, Beckley, 1954) es un poeta, traductor, crítico y ensayista estadounidense en inglés y catalán residente en España.

## Biografía
Sam Abrams se estableció en su juventud en Cataluña, España, donde reside. Se licenció en Filología Hispánica en la Universidad Autónoma de Barcelona y es profesor de Poesía Catalana Actual y Teoría y Crítica en la Universidad Abierta de Cataluña.
Como poeta, ha publicado, entre otros, Calculations... (1997), Oda a un ase i altres poemes, (1999), T’estimo. Més de cent poemes d’amor i desig y Into Footnotes All Their Lust (2002), La mirada estrangera (2005) y The weeping angel (2010). También es autor de Tenebra blanca (2001), la primera antología de poemas en prosa de la literatura catalana contemporánea. Ha traducido una veintena de volúmenes de poesía catalana moderna al inglés, así como Poemas de Thomas Hardy (2001), junto con Joan Margarit; Jo no sóc ningú. Qui ets tu? (2002), una antología de poemas de Emily Dickinson, traducidos en homenaje a Marià Manent, y Vers projectiu (2006), el conocido ensayo sobre teoría poética de Charles Olson. También ha trabajado como curador de varias ediciones: Poesia anglesa i nord-americana (1994) y El llarg dinar de Nadal (2000) de Thorton Wilder, entre otros.
Ha sido secretario del Centro Catalán del PEN Club y colabora habitualmente en las páginas de opinión y en los suplementos culturales de los periódicos Avui y El Mundo Catalunya.

## Premios
- Premio Carles Rahola de ensayo en 2010 por Llegir Maragall, ara.[4]